# Cydistomyia medialis
Cydistomyia medialis är en tvåvingeart som först beskrevs av H. Oldroyd 1954.  Cydistomyia medialis ingår i släktet Cydistomyia och familjen bromsar. Inga underarter finns listade i Catalogue of Life.